# Милютин, Павел Сергеевич
Па́вел Серге́евич Милю́тин (род. 9 апреля 1990 года, Кирово-Чепецк, Кировская область, РСФСР, СССР) — российский хоккеист, защитник, игравший в КХЛ.

## Биография
Родился 9 апреля 1990 года в Кирово-Чепецке. Воспитанник ДЮСШ местного хоккейного клуба «Олимпия» (первый тренер С. Ю. Лихачёв). В 2006 году был приглашён в чеховский «Витязь» и его фарм-клуб «Витязь-2» (при создании Молодёжной хоккейной лиги названный «Русские Витязи»). В КХЛ за «Витязь» сыграл в 6 матчах.
25 ноября 2009 года был отзаявлен из «Витязя» и продолжил сезон в клубе высшей лиги — пензенском «Дизеле». После создания МХЛ вернулся в кирово-чепецкую «Олимпию», а с 2012 года продолжил выступление в удмуртских клубах младших российских лиг (ВХЛ и РХЛ) — ижевской «Ижстали» и глазовском «Прогрессе».